# Albareto

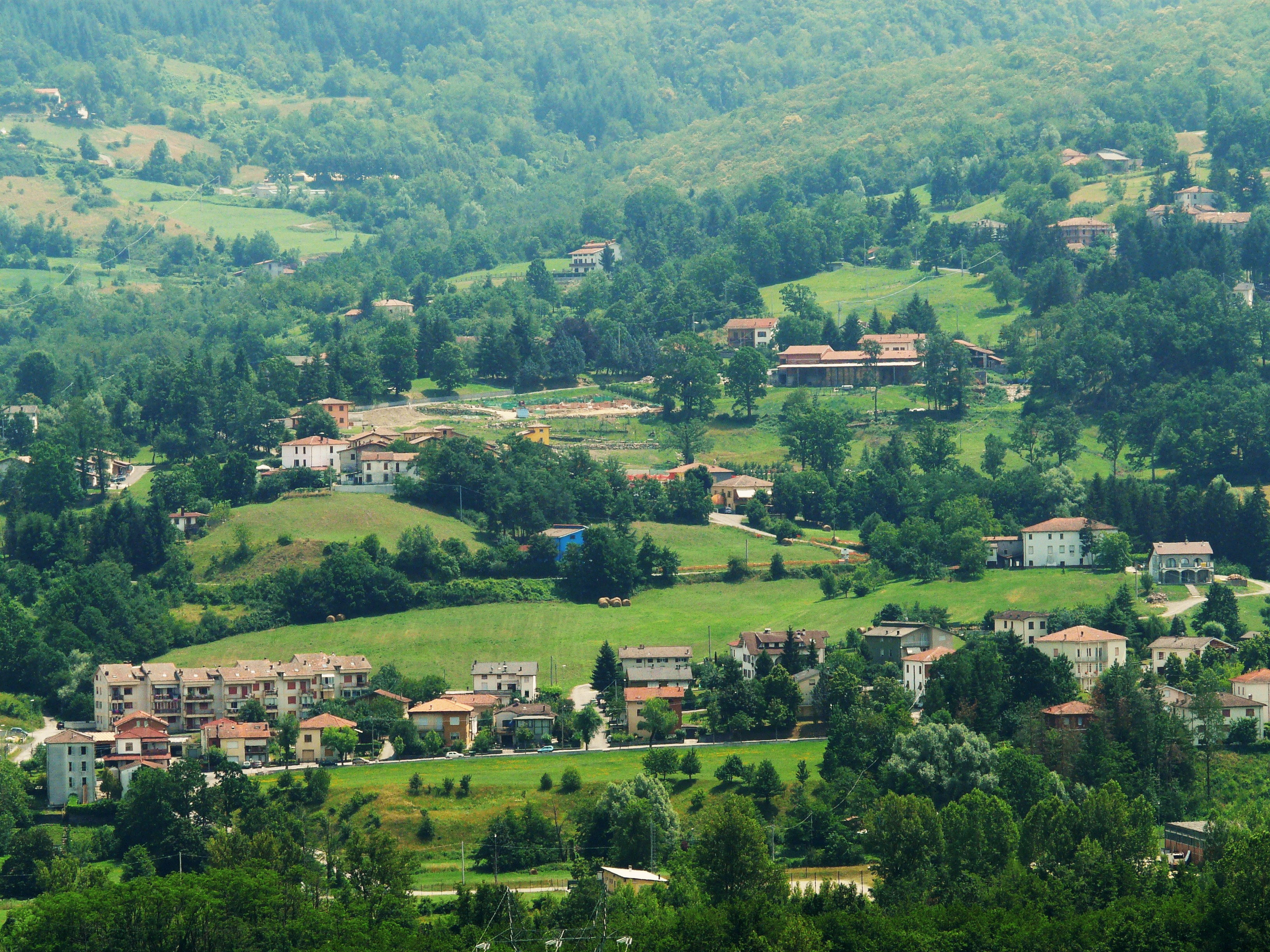
Albareto (2010)

Albareto ist eine italienische Gemeinde (comune) mit 2079 Einwohnern (Stand 31. Dezember 2023) in der Provinz Parma in der Emilia-Romagna. Die Gemeinde liegt etwa 63,5 Kilometer südwestlich von Parma an der Gotra, die in der Gemeinde in den Taro mündet. Albareto ist Teil der Comunità Montana Valli del Taro e del Ceno und liegt am Naturreservat Riserva naturale regionale dei Ghirardi.